# ФК Гленейвън
ФК Гленейвън (на английски: Glenavon F.C.) е североирландски футболен отбор от град Лърган. Основан е през ноември 1889 г. Играе своите мачове на стадион Мърнвю Парк. Цветовете на отбора са синьо и бяло.

## Значими постижения
Национални
- ИФА Премиършип
  -  Шампион (3): 1951 – 52, 1956 – 57, 1959 – 60
  -  Вицешампион (10): 1920 – 1921, 1954 – 1955, 1955 – 1956, 1957 – 1958, 1958 – 1959, 1976 – 1977, 1978 – 1979, 1989 – 1990, 1994 – 1995, 2000 – 2001
  -  Бронзов медалист (9): 1950 – 1951, 1953 – 1954, 1977 – 1978, 1993 – 1994, 1999 – 2000, 2014 – 2015, 2015 – 2016, 2017 – 2018, 2018 – 2019
- Купа на Северна Ирландия
  -  Носител (6): 1956 – 57, 1958 – 59, 1960 – 61, 1991 – 92, 1996 – 97, 2013 – 14
  -  Финалист (9): 1920 – 1921, 1921 – 1922, 1939 – 1940, 1954 – 1955, 1964 – 1965, 1987 – 1988, 1990 – 1991, 1995 – 1996, 1997 – 1998
- Купа на лигата
  -  Носител (1): 1989 – 90
  -  Финалист (1): 2001 – 2002
- Суперкупа на Северна Ирландия
  -  Носител (1): 1998
- Златна купа на Северна Ирландия
  -  Носител (4): 1954 – 1955, 1956 – 1957, 1990 – 1991, 1997 – 1998

Регионални
- Трофей на графство Антрим
  -  Носител (2): 1990 – 1991, 1995 – 1996
- Купа на Ълстър
  -  Носител (3): 1954 – 55, 1958 – 59, 1962 – 63
- Градска купа
  -  Носител (5): 1920 – 21, 1954 – 55, 1955 – 56, 1960 – 61, 1965 – 66
- Купа на Среден-Ълстър
  -  Носител (17): 1897 – 1898, 1901 – 1902, 1904 – 1905, 1906 – 1907, 1908 – 1909, 1910 – 1911, 1924 – 1925, 1925 – 1926, 1930 – 1931, 1932 – 1933, 1937 – 1938, 1983 – 1984, 1985 – 1986, 1988 – 1989, 1990 – 1991, 1998 – 1999, 2004 – 2005
- Купа на Севера и Юга
  -  Носител (3): 1962 – 1963

Международни
- Купа Флуудит
  -  Носител (2): 1988 – 1989, 1996 – 1997